# آوارگان جنگل (مجموعه تلویزیونی)
سنتی水滸ساده‌شده水浒ماندارینShuǐ Hǔ
آوارگان جنگل (انگلیسی: Outlaws of the Marsh) یک سریال تلویزیونی چینی بر پایه رمان لب آب (کتاب) است. سریال دیگر اقتباس شده از این کتاب سریال جنگجویان کوهستان است.